# Obóz pracy w Rozwadowie

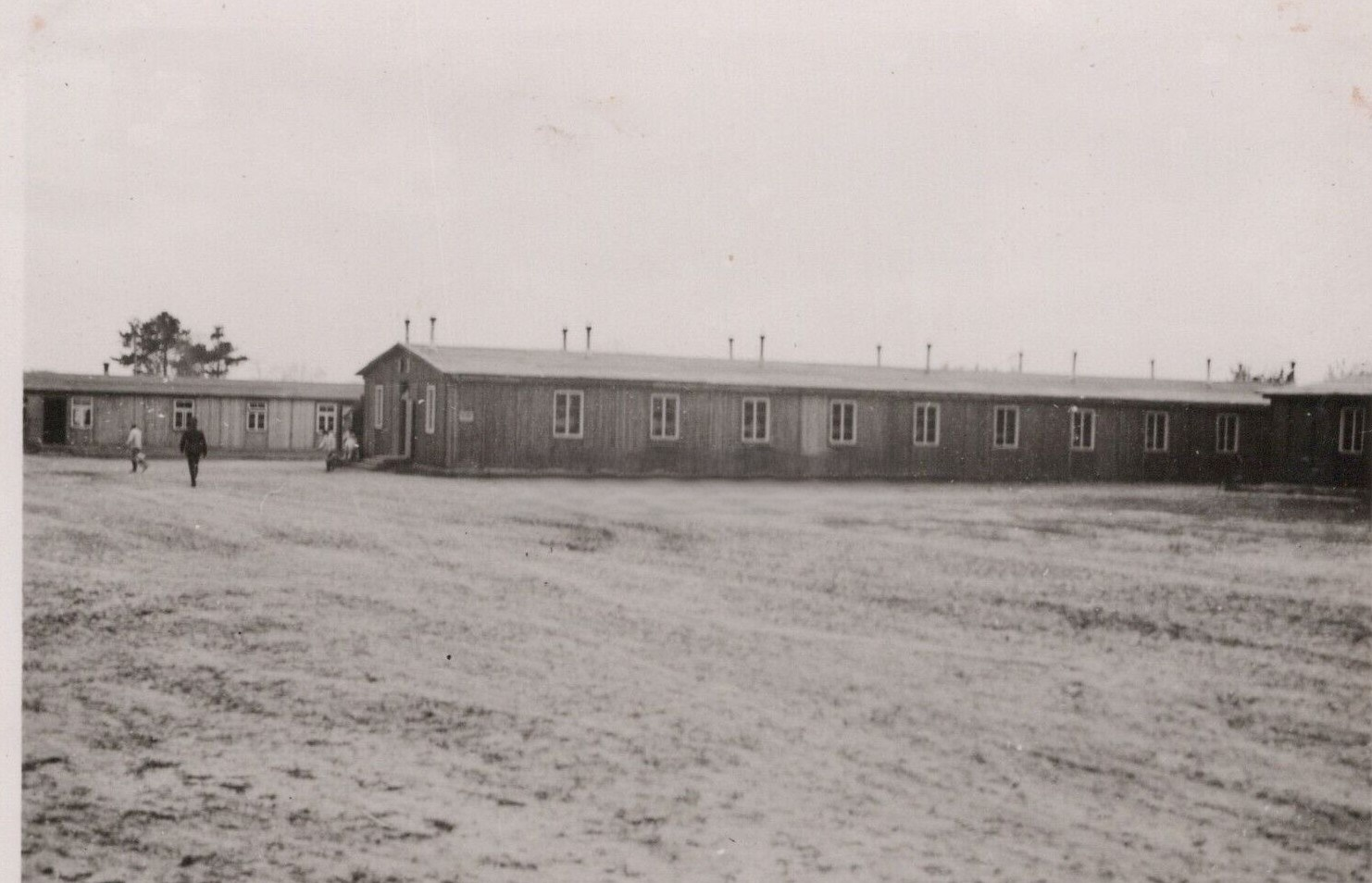
Baraki obozu pracy przymusowej dla Żydów w Rozwadowie

Obóz pracy w Rozwadowie (niem. Arbeitslager Rozwadow) – niemiecki nazistowski obóz pracy dla Żydów, na terenie Generalnego Gubernatorstwa, w Rozwadowie.

## Historia
Obóz powstał w 1942 na tzw. Górce, w sąsiedztwie cmentarza parafialnego, na terenie byłych koszar Wehrmachtu Lagier „Prinz Eugen”. Niemcy przy pomocy junaków z Baudienstu, postawili tam 6 baraków na ponad 200 osób, otaczając je drutem kolczastym. Stacjonowała w nich jednostka RAD K/365. Nazwa Lagier „Prinz Eugen” przestała istnieć, gdy kompania RAD-u w lecie 1942 roku opuściła koszary.   
W sierpniu 1942, do baraków przywieziono kilkudziesięcioosobową grupę Żydów z Sieniawy, gdzie akurat likwidowano getto. Zatrudniani byli w kuchni Zakładów Południowych (wówczas Stahlwerke Braunschweig Werk Stalowa Wola) oraz przy rozbudowie i urządzaniu obozu. Na początku września zaczęto zwozić Żydów z dystryktu krakowskiego do prac przymusowych w Zakładach Południowych. Przywieziono tu 600-osobową grupę Żydów z Wieliczki, wywiezionych po likwidacji tamtejszego getta. W grupie znajdował się rabin Frankl, którego na placu apelowym osobiście zastrzelił niemiecki komendant obozu. Po pewnym czasie przybyła kolejna, 500-osobowa grupa Żydów z Wolbromia. Strażnikami w obozie byli Niemcy z SS i ukraińscy nacjonaliści. Starszym obozu (Lagerältester) był Żyd, dr Adolf Liebeskind, adwokat z Krakowa.    
Tak opisywał pierwszy dzień pobytu w obozie Julian Flaszer, przybyły transportem z Wieliczki.   

Zostaliśmy wprowadzeni na teren kilku baraków drewnianych, stojących na zalesionym wzgórzu, gdzie resztę dnia 1 września 1942 przebywaliśmy za drutami kolczastymi, pod gołym niebem. Przemówił morderca obozowy (komendant obozu) oberscharführer SS Josef Schwammberger. Każdy ma w przeciągu 5 minut złożyć do tych oto koszy i skrzyń wszelkie przedmioty wartościowe oraz pieniądze, pozostawiając sobie jedynie złotych 25 na osobę w przeciwnym razie odbędzie krótką drogę. Wskazał przy tym trzymanym w ręku, gotowym do strzału pistoletem, cmentarz który jest oddalony od owego miejsca zaledwie 100 kroków.

Następnie do obozu przywieziono Żydów z Leżajska i okolic. W obozie znalazło się w sumie ponad 1200 osób, które były zmuszone do pracy w Stahlwerke Braunschweig Werk Stalowa Wola. Więźniowie byli doprowadzani codziennie tam i z powrotem 5 km do zakładu, rozstrzeliwani po drodze, poddawani katorżniczej pracy, otrzymywali głodowe porcje żywnościowe. Jak zeznawali ocalali Żydzi, bywało, że w czasie każdego konwoju, wartownicy ukraińscy, bo tacy głównie prowadzili żydowski konwój, zabijali kilku Żydów. Ofiary były grzebane w lasku na obecnym osiedlu Młodynie, (osiedle w Stalowej Woli, teren pomiędzy ulicą Okulickiego, Komisji Edukacji Narodowej i Alei Jana Pawła II), od południowej strony przy torach kolejowych. Szacuje się, że w obozie tym zginęło około 1 tys. Żydów.   
W wyniku dokonywanych egzekucji i nieuzasadnionych niczym mordów, wyraźnie zmniejszył się stan osobowy żydowskich pracowników. Zapewne w tej sprawie interweniował zarząd Zakładów, zaniepokojony wyraźnym zmniejszaniem się liczby robotników przymusowych, bo w połowie listopada 1942 roku na terenie Stahlwerke Braunschweig Werk Stalowa Wola, Niemcy utworzyli nowy obóz pracy. Zlikwidowano obóz pod Rozwadowem, a około 350 więźniów przeniesiono do obozu w stalowowolskiej fabryce, resztę, która według Niemców nie nadawała się do pracy, zamordowano w lesie w okolicach Rozwadowa. Ocalali żydowscy więźniowie mówią o 110–170 ofiarach. Miejsce dwóch masowych grobów, ofiar likwidacji ostatnich więźniów obozu rozwadowskiego nie zostało odnalezione. Odpowiedzialnym za likwidację obozu pracy w Rozwadowie był jego komendant SS – oberscharführer Josef Schwammberger. Według zachowanych dokumentów i wspomnień ocalałych więźniów wyróżniał się on spośród innych oprawców wyjątkowym okrucieństwem i sadyzmem.
Drugi obóz pracy przymusowej utworzono na ponad 400 osób. Obóz składał się z czterech baraków, z których więźniowie zajmowali trzy. Warunki w nowym obozie były lepsze, ale nie skończyły się represje. Nad Żydami znęcali się ukraińscy strażnicy z Werkschutzu oraz niemieccy zarządcy. Głodzeni, pozbawieni opieki lekarskiej, bici, niewolniczo pracujący Żydzi byli rozstrzeliwani pod byle pretekstem na terenie zakładu i w okolicznym lasku. W stalowowolskim obozie do pierwszej egzekucji doszło wkrótce po uruchomieniu obozu. Wśród więźniów obozu ogłoszono, że jeśli są tacy, którzy chcą wrócić do obozu w Rozwadowie, to mogą się zgłosić. Zgłosiło się dwudziestu dwóch; większość z nich chciała powrócić do swoich krewnych, którzy zostali w Rozwadowie. Wszystkich z tej grupy wyprowadzono z obozu i rozstrzelano w pobliskim lesie. Represje wobec Żydów częściowo ustały w drugiej połowie 1943. Mateusz Felsen, więzień stalowowolskiego obozu, wspominał.

Z początku bito, ale że się to odbijało na pracy, przyszedł rozkaz niemiecki zaniechania bicia, robota bowiem w fabryce, szczególnie w oddziale mechanicznym była nadzwyczaj precyzyjna. Toteż nam fachowcom dano spokój, natomiast w dalszym ciągu okrutnie bito pracujących przy czarnej robocie.

Ciężka sytuacja panowała również pomiędzy samymi Żydami. Za pana życia uważany był więzień Goldstein, który – jak zeznawali po wojnie inni więźniowie – otoczył się szajką swoich żydowskich popleczników. Zbierał on haracz od współwięźniów, a gdy któryś odmówił, mógł się liczyć z zemstą kończącą się śmiercią. Dwóch Żydów, którzy odmówili haraczu oskarżył przed niemieckimi władzami o planowanie ucieczki, przez co obaj zostali zabici. Przekazał też niemieckim władzom obozowym listę 60 więźniów, którzy rzekomo nie nadają się do pracy fizycznej. Byli to głównie tacy, którzy nie byli w stanie zapłacić. W obozie zjawiło się Gestapo, aby zabrać wykazanych więźniów. Więźniowie ukrywali się i nie można było odnaleźć wykazanych na liście, ostatecznie udało się zgromadzić 56 osób, niekoniecznie z listy. Po wojnie Goldstein stanął przed polskim sądem w Krakowie i został ukarany długoletnim więzieniem. 
Więzień Flajszer w swojej relacji napisał: 

W dziesięć minut po odejściu naszych kolumn do pracy zabrali ową grupę, która jeszcze tego samego dnia została pochowana przez junaków (Baudienst). Ze znalezionych u nich fotografii, jakie w czasie chowania tych zwłok zabrali, rozpoznaliśmy ludzi z tej właśnie grupy.

Obóz zlikwidowali Niemcy 23 lipca 1944, gdy do miasta zbliżały się oddziały Armii Czerwonej. Wcześniej, w czasie zamieszania spowodowanego zbliżaniem się wojsk sowieckich, kilkudziesięciu więźniów wykorzystało noc i przez wyrwę w ogrodzeniu wydostało się poza obręb Zakładów, a następnie w lesie doczekało wyzwolenia przez wojska sowieckie. Świadkowie podają różne liczby uciekinierów; od 60 do 90 osób. Około trzystu więźniów Niemcy przetransportowali do obozu w Płaszowie, a potem na teren Niemiec do Görlitz. Tylko jeden były więzień rozwadowskiego i stalowowolskiego obozu po latach odwiedził to miejsce. Był nim Henryk Vogler, pisarz i krytyk literacki z Krakowa.
Jednym z ocalałych był też Edward Wichura (Esriel Leimsieder), urodzony w Przemyślu w rodzinie żydowskiej. Po wybuchu wojny niemiecko – sowieckiej i okupacji niemieckiej, razem z rodziną został przesiedlony do getta. Jego ojciec został zastrzelony, a matka i siostra wywieziona do obozu zagłady w Bełżcu. Przyszły aktor w lutym 1944 został wywieziony do obozu pracy w Stahlwerke Braunschweig Werk Stalowa Wola, udało mu się jednak zbiec z obozu w sierpniu tego samego roku.
Sowieci po wkroczeniu w 1944 do Stalowej Woli zorganizowali w byłym obozie w Rozwadowie obóz jeńców niemieckich, których również wykorzystywali do pracy w Zakładach Południowych.

## Budowa pomnika ofiar
W marcu 2023, po uzgodnieniu z Biurem Upamiętnienia Walk i Męczeństwa Instytutu Pamięci Narodowej – Komisją Ścigania Zbrodni Przeciw Narodowi Polskiemu w Warszawie, Rada Miasta Stalowa Wola zaproponowała budowę pomnika ofiar obozu pracy w Rozwadowie. 
Proponowany napis na pomniku w miejscu obozu miał brzmieć: „W okolicy tego miejsca w okresie sierpień - listopad 1942 roku funkcjonował niemiecki obóz pracy przymusowej dla Żydów. W obozie tym straciło życie kilkuset więźniów, obywateli polskich pochodzenia żydowskiego. Setki pozostałych przy życiu wyniszczano głodem, morderczą pracą w hucie na terenie Stalowej Woli i egzekucjami. Odebrano wam życie i godność, dziś oddajemy wam cześć i pamięć”. Społeczeństwo Stalowej Woli. A.D. 2023”.
Radna Renata Butryn zauważyła: W obozie mogli być, również Żydzi nie tylko z Polski, ale i z Austrii, Czech, czy Niemiec. Zaproponowała żeby ominąć słowa „obywateli polskich”, wówczas napis będzie dotyczył ludności żydowskiej ogólnie. 
Decyzji o budowie pomnika nie podjęto (stan na czerwiec 2025).